# Alouette de Clot-Bey
Ramphocoris clotbey, Ramphocoris
Genre
Espèce
Statut de conservation UICN

 LC  : Préoccupation mineure
L'Alouette de Clot-Bey (Ramphocoris clotbey) est une espèce de passereaux. Comme toutes les alouettes elle appartient à la famille des Alaudidae. C'est la seule espèce du genre Ramphocoris.

## Systématique

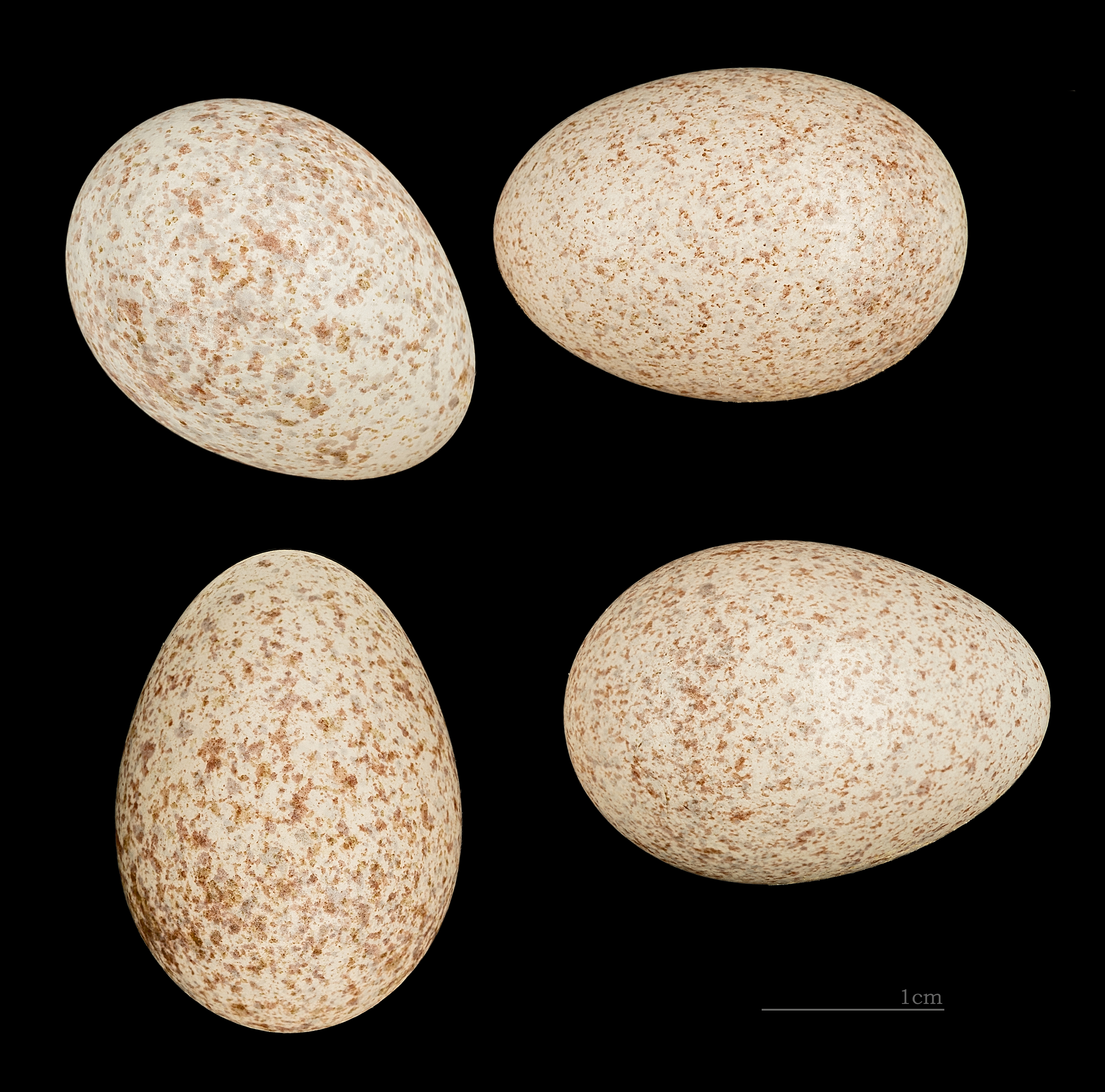
Œufs de Ramphocoris clotbey Muséum de Toulouse.

L'espèce Ramphocoris clotbey a été décrite par l’ornithologue français Charles-Lucien Bonaparte en 1850; il l'a dédiée au médecin français Antoine-Barthélemy Clot (1793-1868), appelé Clot-Bey par les Égyptiens.